# David Eckerdal
David Theodor Eckerdal, född den 31 oktober 1909 i Åsle församling, Skaraborgs län, död den 25 september 1981 i Klippan, var en svensk skolman. Han var bror till Hugo Eckerdal.
Eckerdal avlade studentexamen 1933, teologie kandidatexamen 1936 och filosofie kandidatexamen 1941. Han prästvigdes 1937 och tjänstgjorde som präst 1937–1939. Efter tjänstgöring som lärare på olika platser 1939–1941 genomgick Eckerdal provår vid Göteborgs folkskoleseminarium 1942. Han blev extra adjunkt vid Hvitfeldtska högre allmänna läroverket i Göteborg 1942, adjunkt i Karlshamn 1943, vid Malmö högre allmänna läroverk för gossar 1945, rektor vid samrealskolan i Klippan 1952 och vid allmänna gymnasiet där 1958. Eckerdal blev ledamot av Nordstjärneorden 1963.